# Луткунский сельсовет
Луткунский сельсовет  — административно-территориальная единица и муниципальное образование со статусом сельского поселения в Ахтынском районе Дагестана Российской Федерации.
Административный центр — село Луткун.

## География
Луткунское сельское поселение располагается в долине реки Самур, в её среднем течении (Луткун) и в Прикаспийской равнине, у федеральной автомагистрали Ростов-Баку (М-29) (Новый Усур)
Населённый пункт Новый Усур находится за пределами административной границы муниципального района.

## Население
| 2002  | 2010  | 2012  | 2013  | 2014  | 2015  | 2016  |
| ----- | ----- | ----- | ----- | ----- | ----- | ----- |
| 3962  | ↘3702 | ↘3632 | ↘3601 | ↘3542 | ↘3528 | →3528 |
| 2017  | 2018  | 2019  | 2020  | 2021  | 2023  | 2024  |
| ↘3496 | ↘3444 | ↘3404 | ↗3405 | ↗3491 | ↘3483 | ↘3458 |
| 2025  |       |       |       |       |       |       |
| ↗3486 |       |       |       |       |       |       |

## Населённые пункты
В состав сельсовета входят сёла: Луткун, Новый Усур.

## Экономика
Муниципальное образование является сельскохозяйственным по типу производства продукции. Ведётся земледелие и разведение крупного и мелкого рогатого скота.